# ورزش در اتریش

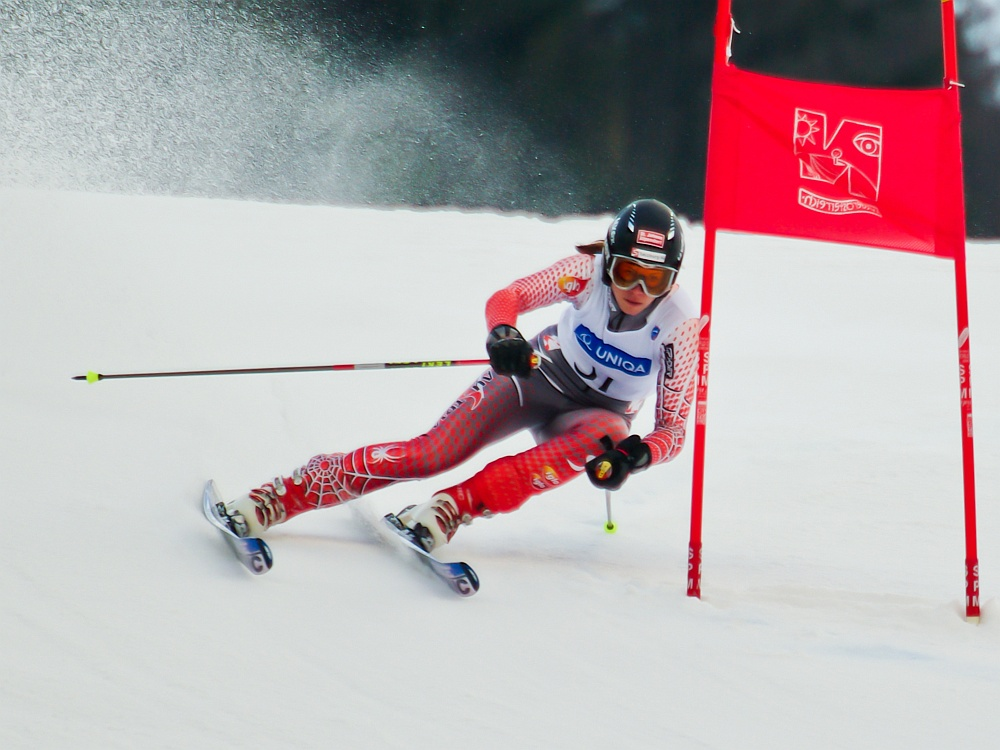
میرجام پوچنر در مسابقات قهرمانی اسکی نوجوانان اتریش

ورزش در اتریش (انگلیسی: Sport in Austria) به‌طور گسترده چه در مسابقات حرفه ای و چه در مسابقات آماتور انجام می‌شود. فوتبال، اسکی آلپاین و هاکی روی یخ از محبوب‌ترین ورزش‌ها در بین مردم اتریش هستند.

## ورزش‌های پرطرفدار
به دلیل کوهستانی بودن جغرافیای اتریش، اسکی آلپاین یک ورزش برجسته و پرطرفدار در اتریش است. ورزش‌های مشابهی مانند اسنوبردسواری و پرش با اسکی نیز بسیار محبوب هستند و ورزشکاران اتریشی مانند آنه‌ماریه موسر پرول، هرمان مایر، تونی زایلر و مارسل هیرشر به عنوان برخی از بزرگ‌ترین اسکی‌بازان آلپاین در تمام دوران شناخته می‌شوند.
اتریش کشور شماره یک در اسکی آلپاین و کشور پیشرو در پرش اسکی در بازی‌های المپیک زمستانی، مسابقات قهرمانی جهانی اسکی آلپاین FIS و جام جهانی پرش اسکی FIS بوده است. ورزشکاران اتریشی در مسابقات قهرمانی اسکی جهان ۲۰۱۱، هر پنج مدال طلای پرش اسکی را به خود اختصاص دادند. تا سال ۲۰۰۱، حدود یک سوم از ۲۳۰ مدال المپیک که توسط ورزشکاران اتریشی کسب شده بود، در رشته اسکی آلپاین و ۳۰ درصد دیگر در سایر ورزش‌های زمستانی بود. همچنین یک چهارم طلاهای مسابقات جهانی اسکی آلپاین توسط اتریشی‌ها کسب شده بود. بابسلد، لژسواری و اسکلتون نیز از ورزش‌های محبوب هستند.

### فوتبال
فوتبال محبوب‌ترین ورزش در اتریش است که توسط اتحادیه فوتبال اتریش اداره می‌شود. اتریش زمانی یکی از موفق‌ترین کشورهای فوتبالی در قاره اروپا بود و در جام جهانی فوتبال ۱۹۳۴ در رده چهارم، در جام جهانی فوتبال ۱۹۵۴ سوم و در جام جهانی فوتبال ۱۹۷۸ رتبه هفتم را کسب کرد. با این حال، در سال‌های اخیر تیم ملی فوتبال اتریش در سطح بین‌المللی بسیار کمتر در این رشته موفق بوده است. اتریش از جام جهانی فوتبال ۱۹۹۸ جواز حضور در جام جهانی را کسب نکرده است. اتریش به همراه سوئیس میزبان مسابقات قهرمانی فوتبال اروپا در سال ۲۰۰۸ بود.

### هاکی روی یخ
۱۲ تیم حرفه ای هاکی روی یخ در لیگ هاکی اتریش وجود دارد.

### موتورسواری
ورزش‌های موتوری سومین ورزش پرطرفدار از نظر تماشاگر در اتریش (پس از اسکی و فوتبال) هستند. جایزه بزرگ اتریش یک مسابقه فرمول یک است که در سال‌های ۱۹۶۳، ۱۹۶۴، ۱۹۷۰ تا ۱۹۸۷، ۱۹۹۷ تا ۲۰۰۳ و ۲۰۱۴ برگزار شده است. چندین راننده اتریشی با موفقیت در مسابقات فرمول یک شرکت کرده‌اند. نیکی لاودا سه بار قهرمان (۱۹۷۵، ۱۹۷۷ و ۱۹۸۴) و هفتمین راننده برتر مسابقات با ۲۵ قهرمانی است. جوهن رایندت پس از کشته شدن در تمرین برای یک مسابقه، قهرمان سال ۱۹۷۰ شد. او همچنین برنده مسابقات ۲۴ ساعته لو مان در سال ۱۹۶۵ شد. گرهارد برگر در سال‌های ۱۹۸۸ و ۱۹۹۴ در رده سوم قرار گرفت.

### بسکتبال
تا اواخر دهه ۷۰، اتریش یکی از تیم‌های اصلی اروپا بود که شش بار به مسابقات بسکتبال قهرمانی اروپا راه یافت. برجسته‌ترین بسکتبالیست اتریشی یاکوب پولتل است. اتریش کشوری نوظهور برای بسکتبال ۳ نفره است.

## بازی‌های المپیک
بازی‌های المپیک زمستانی در سال‌های ۱۹۶۴ و ۱۹۷۶ در شهر اینسبروک برگزار شد. موفقیت در سطح جهانی همچنین به ارتقای گردشگری اسکی و صنایع مرتبط کمک می‌کند. گردشگری اسکی و تولید تجهیزات پنج درصد از تولید ناخالص ملی این کشور را تشکیل می‌دهد و نیمی از اسکی‌های آلپاین جهان در اتریش ساخته می‌شود. حدود ۴۰ درصد از جمعیت اتریش در اسکی آلپاین شرکت می‌کنند. اولین المپیک زمستانی جوانان در سال ۲۰۱۲ نیز در اینسبروک برگزار شد.

## لیگ‌های ورزشی
- لیگ برتر فوتبال اتریش